# Durham (Engeland)
Durham is een plaats met de bestuurlijke status van city in het noordoosten van Engeland. De stad ligt in het gelijknamige bestuurlijke gebied van Durham in het gelijknamige graafschap Durham. De plaats telt 42.939 inwoners (2001).
De stad staat vooral bekend om de Kathedraal van Durham, gebouwd tussen 1093 en 1133. De kathedraal is de zetel van de bisschop van Durham, een van de belangrijkste personen in de Anglicaanse Kerk. In de kathedraal bevinden zich de overblijfselen van drie heiligen: Beda, Cuthbert van Lindisfarne en Oswald van Northumbria. Naast de kathedraal, ook aan de rivier de Wear, staat het kasteel Durham Castle. Dit 11e-eeuwse kasteel werd kort na de Normandische verovering van Engeland gebouwd, ter verdediging van de bisschop. De kathedraal en het kasteel staan gezamenlijk op de Werelderfgoedlijst van UNESCO.
De Universiteit van Durham werd gevestigd in 1832 als de derde universiteit van Engeland, na Oxford en Cambridge.
Enkele bekende (voormalige) inwoners van Durham zijn de Britse oud-premier Tony Blair en oud-minister Mo Mowlam, eerste premier van Sierra Leone Milton Margai, komiek Rowan Atkinson en voetbalinternational en -coach Bobby Robson.

## Partnersteden
- Banská Bystrica (Slowakije), sinds 1967

## Geboren in Durham
- Leslie Marr (1922-2021), landschapschilder en autocoureur
- Eric Idle (1943), acteur en komiek, Monty Python-lid
- Trevor Horn (1949), muziekproducent
- Gem Archer (1966), gitarist bij Oasis en Beady Eye
- Dominic Cummings (1971), politiek adviseur
- Andrew Pearce (1975), componist en dirigent
- Keegan Brown (1992), darter
- Steph Houghton (1992), voetbalster
- Elliott Lee (1994), voetballer
- Archie Gray (2006), voetballer